# Staurotheca amphorophora
Staurotheca amphorophora är en nässeldjursart som beskrevs av Nikolai Alexsandrovich Naumov och Stepan'yants 1962. Staurotheca amphorophora ingår i släktet Staurotheca och familjen Syntheciidae.
Artens utbredningsområde är Södra Ishavet. Inga underarter finns listade i Catalogue of Life.